# La Maison des enfants
La Maison des enfants est une mini-série française en 3 épisodes de 110 minutes chacun, réalisée par Aline Issermann, adaptée du roman de Janine Boissard, La Maison des enfants. Il s'agit de la suite de la mini-série de France 2 Une femme en blanc diffusée en 1997.

## Synopsis
Margaux se bat pour que la maison de convalescence des enfants rouvre ses portes. Ce combat, qu'elle mène avec Daniel et son assistante, occupe toutes ses pensées. Obnubilée par son objectif, Margaux en oublie son mari Bernard et son fils, en pleine adolescence... 

## Fiche technique
- Réalisation : Aline Issermann
- Scénariste : Janine Boissard, adaptation de son roman publié en 2000
- Production : Jean-Luc Azoulay
- Montage : Eric Armbruster
- Musique originale écrite, orchestrée et dirigée par Jean-Claude et Angélique Nachon
- Distribution des rôles : Ariane Corbiau
- Société de production : TF1
- Genre : Film dramatique
- Durée : 3x90 minutes
- Date de diffusion : 31 mars 2003 sur TF1.

## Distribution
- Sandrine Bonnaire : Margaux Dampierre
- Christian Brendel : Daniel Roux
- Jean-Claude Adelin : Bernard Clairvaux
- Victor Garrivier : Félix
- Daniel Rialet : Régis
- François Perrot : Montpensy
- Laure Killing : Delphine Roux
- Julie Depardieu : Charlotte
- Gérard Rinaldi : Georges Levaillant
- Hélène Vincent : Solange Monnier
- Warren Jacquin : Eric
- Beata Nilska : Elena, la petite amie de Régis
- Jacques Zabor : Jacques Monnier
- Pierre-Marie Escourrou : Mestral, chirurgien
- Jean-François Elberg : Garnier
- Philippe Drecq : Pascal, l'anesthésiste
- Maï Anh Lê : Maï
- Stéphane Delvigne : Thierry, l'interne
- Julien Bichet : Alexis
- Marie Issermann : Lola
- Michèle Caucheteux : Sylvie
- Christelle Charpentier :
- Damien Lambert : Antoine
- Pascal Morucci : Inspecteur Dass

| date       | titre       | durée | réalisateur(s)  | scénariste(s)               |
| ---------- | ----------- | ----- | --------------- | --------------------------- |
| 31/03/2003 | 1ère partie | 1h50  | Aline Issermann | Jean-Luc Estèbe\|Bruno Dega |
| 07/04/2003 | 2ème partie | 1h49  | Aline Issermann | Jean-Luc Estèbe/Bruno Dega  |
| 14/04/2003 | 3ème partie | 1h51  | Aline Issermann | Jean-Luc Estèbe/Bruno Dega  |